# Парамешвари Даса
Параме́швари Да́са Тхаку́р (IAST: Parameśvarī Dāsa Ṭhākura) — кришнаитский святой, живший в Бенгалии в конце XV — первой половине XVI века. Принадлежит к группе двенадцати кришнаитских святых двадаша-гопал. Был одним из ближайших сподвижников и постоянных спутников Нитьянанды. Также, он служил Джахнави, в частности, сопровождая божество Радхи, которое Джахнави послала во Вриндавану для Говиндаджи. Кришнадаса Кавираджа говорит, что любой, кто помнит имя Парамешвари Дасы — легко достигнет чистой любви к Кришне, которая считается высшей целью жизни в гаудия-вайшнавизме.
В «Гаура-ганоддеша-дипике» говорится, что в играх Кришны Парамешвари Даса — пастушок по имени Арджуна. В области 64 самадхи во Вриндаване расположен пушпа-самадхи Парамешвари.